# 1348
1348 (MCCCXLVIII) je bilo prestopno leto, ki se je po julijanskem koledarju začelo na torek.

## Dogodki

### Slovenija
- 25. januar - Veliki koroški potres 1348: eden najpomembnejših potresov v potresni zgodovini Evrope z epicentrom v današnji severni Furlaniji-Julijski krajini, ki je močno prizadel tudi naše kraje. Popotresni sunki se nadaljujejo do 5. marca.
- Kuga se je v tem letu preko Benetk zanesla na slovensko obalo in hitro napredovala v notranjost skozi Ljubljanska vrata proti Dunaju. Ocenjeno je[1], da je pogubila med četrtino in tretjino prebivalcev habsburških dednih dežel. Skupaj s potresom in še odpravljanjem posledic katastrofalnih poplav iz leta 1343 so katastrofe močno prizadele slovenske dežele.

### EpidemijaČrne smrti
- januar - Po pomorskih poteh doseže še Genovo in Benetke.
- februar - Kuga se razširi po Toskani.
- 13. april - Pogrom Judov v Toulonu, Provansa.
- maj - Kuga prispe v Neapelj. Mrtve pokopljejo v skupinske grobove.
- 17. maj - V Barceloni na grmadi z linčem usmrtijo četrtino tamkajšnje judovske skupnosti.
- junij - Dve ladji zanesta kugo v Bristol, južna Anglija. Vmes se kuga razširi še iz obalnih središč Portugalske in Kastilije v notranjost Iberskega polotoka.
- junij:
  - Kuga napreduje po južni Angliji, doseže južno obalo (Dorset).
  - Istega meseca doseže Pariz.
- 1. julij - Bordeaux: na začetku poletja se proti Španiji odpravi bogato založena in varovana odprava, ki ima nalogo, da angleško princeso Ivano, hčer Edvarda III., varno in skupaj z doto prepelje v Kastilijo, kjer bo sklenila zakon s princem Petrom. Večina angleške mornarice spremlja in varuje to odpravo, zato to leto odpadejo večje vojaške akcije v okviru stoletne vojne. Odprava se ustavi v prestolnici Gaskonje Bordeauxu, v katerem je pustošila kuga. Med prvimi obolelimi in umrlimi je princesa Ivana, v naslednjih tednih pa kuga pokosi še skoraj vso ostalo posadko.
- 6. julij - Avginon: papež Klemen VI. izda bulo, s katero zaščiti Jude pred pogromi.
- 12. september - Zaradi kuge umre francoska kraljica in regentinja Ivana Burgundska. Kralj in soprog Filip VI. ji je zaupal regentstvo, kadar se je sam bojeval z Angleži, kar pa je bilo večino časa.[2] Sočasen izbruh kuge v Angliji in Franciji začasno prekine medsebojne sovražnosti (stoletna vojna).
- 26. september - Ker papež kristjanov s prvo bulo ni prepričal, naj nehajo preganjati in moriti Jude in jih imeti za grešne kozle, izda še drugo bulo Quamvis perfidiam, v katerem najbolj zagrizenim izvajalcem pogromov zagrozi z izobčenjem.
- 29. oktober - Teruel: kuga napreduje v notranjost Iberskega polotoka. Ena od eminentnejših žrtev je aragonska kraljica Eleanora Portugalska.
- oktober, november - Vrhunec kuge v habsburških dednih deželah. Kuga pogubi 40.000 Dunajčanov.
- 1. november - Kuga v Londonu. Anglija izgubi najmanj tretjino populacije.
- november - Pogrom nad Judi v Valenciji.
- Poljski kralj Kazimir III. ponudi azil številnim Judom, ki so se kot grešni kozli znašli na udaru zaradi kuge. V neposredni bližni Krakova jim odmeri cele mestne četrti.
- Po smrti atenskega vojvode[3] Ivana Aragonskega, ki je umrl zaradi kuge, Atensko vojvodino nasledi sin Friderik I.. Ker je bil umrli hkrati regent Sicilske kraljevine, prevzame regentstvo kancler Blasco II. de Alagona, ki vlada v imenu mladoletnega sicilskega kralja Ludvika. 1355 ↔
- Bližnji vzhod: iz Aleksandrije se kuga razširi do Kaira in verjetno še dlje proti zgornjemu Nilu. Bolezen opustoši mesta v Palestini in Siriji: Aškalon, Akkon, Jeruzalem, Sidon, Damask, Homs in Alep. Hitro se širi po romarskih poteh. 1349 ↔
- Ostale znane in domnevne žrtve kuge: Ambrogio in Pietro Lorenzetti (sienska slikarja, brata); Gentile da Foligno (zdravnik); Barlaam iz Kalabrije (bizantinsko-italijanski teolog); Bernardo Daddi (florentinski slikar); Bernardo Tolomei (sienski dominikanec, svetnik); Ferrer Bassa (katalonski slikar); Giovanni d'Andrea (bolognski pravnik); Giovanni Villani (florentinski kronist); Jacopo Alighieri (pesnik, Dantejev sin); Laura de Noves (Petrarkova muza); Maso di Banco (florentinski slikar).
- Časovni okvir za Boccacciov Dekameron: deset mladih ljudi - sedem deklet in trije fantje - se zateče v odmaknjeno podeželsko vilo, kjer so varni pred pustošenjem kuge, krajšajo čas s pripovedovanjem zgodb. Vsak dan en pove eno zgodbo - v desetih dneh sto zgodb.

### Madžarska invazija na Neapeljsko kraljestvo
- začetek leta - Madžarski kralj Ludvik I., ki z vojsko prodira proti Neaplju, z nezaupanjem sprejema svoje neaplejske anžujske sorodnike, ki mu izkazujejo vdanost. Ima jih za sokrivce pri umoru njegovega mlajšega brata Andreja Kalabrijskega, ki so ga zahrbtno umorili privrženci neapeljske kraljice in odtujene soproge Ivane I.. Slednja je pred nevarnim svakom skupaj z dvorom zbežala v južno Francijo.
- 11. januar - Iz Neaplja pobegne še novi neapeljski kralj Ludvik Tarantski in se pridruži kraljici v izgnanstvu.
- 23. januar - Aversa: prva plemiška žrtev srda Ludvika I. je napolitanski princ, vojvoda Drača Karel Gravina, ki je poskušal izkoristiti pobeg neapeljske kraljice. Ludvik I. ga ukaže obglaviti. Ludvik I. ostale neapeljske sorodnike polovi in aretira ter pošlje za talce na Madžarsko.
- februar - Meščani Neaplja se poskušajo prilizniti Ludviku I. s predlogom za triumfalni vstop madžarske vojske v mesto. Ludvik I. jih takoj postavi na realna tla, ko jim zagrozi s plenitvijo in od njih zahteva denar, da si povrne stroške invazije. Prav tako se sam okliče za novega neapeljskega[4] kralja in hkrati jeruzalemskega kralja, vojvodo Apulije ter kneza Kapue. Papež Klemen VI. zavrne priznanje njegovih nazivov in razglasi kraljico Ivano I. za nedolžno pri umoru njenega soproga.
- maj - Kuga prisli Madžare, da zapustijo Neapelj in se začnejo vračati nazaj na Madžarsko.
- 5. avgust - Madžari, ki se vračajo, spotoma sklenejo mir z Benečani za obdobje osmih let.
- 17. avgust - Kraljica Ivana I. se z dvorom vrne nazaj v Neapelj. Potem, ko so Napolitanci izkusili "barbarskost" Madžarov, pozdravijo vrnitev kraljice. 1349 ↔

### Ostalo
- 2. februar - Bitka pri Strėvaju, Litva: viteški red križnikov iz Prusije uničujoče porazi Litvance, za katere bi se poraz lahko izkazal za pogubnega, če se ne bi iz srednje Evrope v naslednjih letih razširila kuga. V bitki sta ubita dva Gediminasova sinova Narimantas in Manvydas. Litva začasno izgubi nadzor nad ruskimi kneževinami Pskov, Novgorod in Smolensk.
  - Kneževina Pskov se po dobrem stoletju sobivanja odcepi od Novgoroda.
- 3. april - Umrlega grofa Berga Adolfa IX. nasledi zet Gerhard VI. Jülich.
- 7. april - Ustanovljena je Karlova univerza v Pragi. S papeško bulo ustanovljena že leto dni prej, ji tega dne podeli avtonomijo češki & nemški kralj Karel IV. Luksemburški.[5] Istega leta začne:
  - z gradnjo nove mestne četrti Novo mesto zunaj obzidja stare Prage, ki je od nje za trikrat večja in obsega 7,5 km2 in
  - gradu Karlštejn, ki se nahaja 30 kilometrov JZ od Prage.
- 10. april - Bitka pri Kairouanu, Tunizija: združeni tunizijski Hafsidi in alžirski Zajinidi (kraljevina Tlemcen) premagajo maroške Marinide. Težav Marinidov s tem še ni konec. Istega leta flota marinidskega sultana Abu al-Hasana nasede ob obali okupirane kraljevine Tlemcen, brez ugodnega zaledja, v sovražnem okolju. Težave očeta nemudoma izkoristi njegov sin, guverner Tlemcena Abu Inan Faris, ki se okliče za novega sultana Marinidskega imperija. 1349 ↔
- 15. avgust - Začetek bizantinsko-genovske vojne: Bizantince vznemirja trgovska in vojaška moč Genovčanov, ki so se utrdili na nasprotni strani Zlatega roga na Galati. Skoraj celotna bizantinska trgovina je namreč pod genovskim nadzorom. Cesar Ivan VI. Kantakunzen poskuša doseči, da bi carino ponovno obračunavali v konstantinopelskih pristaniščih. Genovčani z Galate se temu silovito upro in napovejo vojno (mestnemu) cesarstvu. 1349 ↔
- 2. oktober - Brandenburška marka: nemški kralj Karel IV. Luksemburški si privošči nedopustno napako, ko za novega brandenburškega mejnega grofa imenuje nekega prevaranta, ki se pretvarja za pokojnega Valdemarja Askanijca, umrlega leta 1319. Prevarant ga prepriča s tem, da se je vrnil iz Svete dežele, pokopali pa so nekega napačnega Valdemarja. Spletka sicer koristi Luksemburžanom, ki so v rivalstvu z bavarskimi Wittelsbaškimi. 1350 ↔
- 18. november - Japonska, Severni dvor: šogunskega (proti)cesarja Komja nasledi najstarejši nečak Suko. Na Južnem dvoru ta čas vlada (legitimni) cesar Go-Murakami.
- 22. november - Sporazum iz Namysłówa: češki kralj Karel IV. Luksemburški in poljski kralj Kazimir III. skleneta mir. Češka dobi Šlezijo, v zameno pa se odpove vsaki zahtevi po poljski kroni.
- Srbski car Dušan Silni izkoristi krizo v Bizantinskem cesarstvu in po Makedoniji osvoji še Tesalijo ter Etolijo. Vojaške priprave bizantinskega cesarja Ivana VI. Kantakuzena je zaustavi kuga. Dušan Silni uživa legitimacijo menihov s Svete gore, zato nima težav s širjenjem ozemelj.
- Umrlega canterburyjskega nadškofa Johna de Stratforda nasledi John de Ufford. 1349 ↔
- Smirnska križarska vojna: združena križarska flota Benečanov, Ciprčanov in rodiških hospitalcev uniči floto aydinskih Turkov. V boju pade bej Aydina Umur Ghazi. Križarji ne napredujejo z obale v notranjost Anatolije in se zadovoljijo zgolj z zavzetjem Smirne.
- Angleški kralj Edvard III. ustanovi prestižni viteški Red podvezice, ki poleg suverena samega in Valižanskega princa zajema največ 24 imenovanih vitezov.
- Moravska: v to leto datirajo prvi urbarji za Moravsko marko imenovani Zemské desky, ki so se ohranili v celoti.
- Cambridge: ustanovitev kolidža Gonville, Univerza Cambridge.
- Grenlandija: po smrti tamkajšnjega škofa Árnija traja skoraj 20 let preden dobijo na Grenlandiji novega škofa. 1368 ↔
- Potovanja maroškega popotnika Ibn Batute: to leto prispe v Damask, kjer izve, da je njegov oče že 15 let mrtev. Po Levantu se tačas razširi pogubna kuga, ki pa ne prepreči njegovih načrtov o ponovnem (in zadnjem) romanju v Meko. 1349 ↔

## Rojstva
- 11. april - Andronik IV. Paleolog, bizantinski cesar († 1385)

Neznan datum
- Nikola Altomanović, srbski veliki župan († 1373)
- Vladislav II., poljski kralj, litvanski veliki knez († 1434)

## Smrti
- 23. januar - Karel Draški, napolitanski princ, vojvoda Drača (* 1323)
- 3. april - Adolf IX., nemški plemič, grof Berga
- 9. junij - Ambrogio Lorenzetti, italijanski (sienski) slikar (* 1290)
- 13. junij - Don Juan Manuel, kastiljski princ, pisec, moralist (* 1282)
- 18. junij - Gentile da Foligno, italijanski zdravnik
- 1. julij - Ivana Angleška, princesa, hči Edvarda III. (* 1335)
- 12. september - Ivana Burgundska, francoska kraljica, regentinja (* 1293)
- 29. oktober - Eleanora Portugalska, aragonska kraljica (* 1328)
- 2. december - cesar Hanazono, 95. japonski cesar (* 1297)

Neznan datum
- Abu Dahabi, sirski islamski učenjak in zgodovinar (* 1274)
- Barlaam iz Kalabrije, bizantinsko-italijanski teolog, filolog (* 1290)
- Bernardo Daddi, italijanski (florentinski) slikar (* 1290)
- Bernardo Tolomei, italijanski dominikanec, teolog, svetnik (* 1272)
- Blanka Valoiška, francoska princesa, češka in nemška kraljica (* 1317)
- Ferrer Bassa, katalonski slikar, miniaturist (* 1285)
- Giovanni d'Andrea, italijanski kanonist
- Giovanni Villani, italijanski (florentinski) kronist (* 1276)
- Ivan Aragonski, atenski vojvoda, sicilski regent (* 1317)
- Jacopo Alighieri, italijanski pesnik, Dantejev sin (* 1289)
- Janez iz Winterthura, nemški kronist (* 1300)
- John de Stratford, canterburyjski nadškof, angleški zakladnik in kancler (* 1275)
- Laura de Noves, Petrarkova muza (* 1310)
- Maso di Banco, italijanski (florentinski) slikar
- Pietro Lorenzetti, italijanski (sienski) slikar (* 1280)
- Šams ad-Din al-Zahabi, sirski islamski pravnik, šola Šafija (* 1274)
- Umur Bej, turški vladar Aydina (* 1309)